# كيني باتل
كيني باتل (بالإنجليزية: Kenny Battle)‏ مواليد 10 أكتوبر 1964 في أورورا، هو لاعب كرة سلة أمريكي سابق. بدأ مسيرته الاحترافية في سنة 1989. تم اختياره من قبل فريق ديترويت بيستونز خلال الدرافت. يبلغ طوله 6 قدم 6 بوصة (2.0 م). اعتزل اللعب في 2000.

## المسيرة الاحترافية
لعب مع فينيكس صنز من سنة 1989 إلى 1991، ثم لعب مع دنفر ناغتس في سنة 1991، ثم لعب مع بوسطن سيلتكس في سنة 1992، ثم لعب مع غولدن ستايت ووريورز في سنة 1992، ثم لعب مع بوسطن سيلتكس في سنة 1992.

## روابط خارجية
- كيني باتل على موقع إن بي أي (الإنجليزية)
- كيني باتل على موقع سبورتس رفرنس (الإنجليزية)
- كيني باتل على موقع كرة السلة الأوروبية.كوم (الإنجليزية)
- كيني باتل على موقع كلية كرة السلة في سبورتس رفرنس.كوم (الإنجليزية)
- كيني باتل على موقع ريلجم (الإنجليزية)
- كيني باتل على موقع بروبوليرز (الإنجليزية)